# Dialogue entre l'Église orthodoxe et l'Église vieille-catholique
Un dialogue interconfessionnel entre l'Église orthodoxe et l'Église vieille-catholique existe officiellement depuis les années 1960 en vue d'améliorer leurs relations et de résoudre les différends doctrinaux.